# عند علامة القط والمضرب
عند علامة القط والمضرب (بالفرنسية: La Maison du chat-qui-pelote)‏ هي رواية بقلم أونوريه دي بلزاك. وهي أول قصة ضمن سلسلة مشاهد من الحياة الخاصة (بالفرنسية: Scènes de la vie privée)‏، والتي تضم المجلد الأول من عمل بلزاك الشهير «الملهاة الإنسانية».
وضعت القصة في البداية بعنوان «المجد والمصائب» (بالفرنسية: Gloire et Malheur)‏، وانتهى بلزاك من هذه القصة في مافلييه في أكتوبر 1829 ونشرتها مام-ديلوناي عام 1830. وأعقب الطبعة الأولى أربع طبعات منقحة. ونشرت الطبعة الأخيرة في فورن عام 1842، وظهرت تحت عنوان «علامة القط والمضرب» وقام بلزاك بتصحيحها عدة مرات بعدها.
وجاءت فكرة القصة من متجر الخردوات في سالامبييه والذي أدارته أسرة أم بلزاك.
أهدى بلزاك العمل إلى المادموزيل ماري دي مونثو.